# Emeritaat
Emeritaat is het pensioen van een hoogleraar, magistraat of geestelijke. Emeritus is een Latijns woord dat letterlijk vertaald 'uitgediend' betekent; een gangbaar Nederlands equivalent is rustend of in ruste.

## Wetenschap
Een hoogleraar met emeritaat kan de titel 'emeritus professor' (em. prof. of prof. em.) of 'emeritus hoogleraar' voeren. Dit geldt niet voor een hoogleraar die voor het pensioen na een al dan niet tijdelijke aanstelling is gestopt. Veel hoogleraren blijven ook na hun pensioen wel actief in hun vakgebied en ze blijven vaak ook verbonden aan hun instelling, vaak in de vorm van een nulaanstelling of gasthoogleraarschap. Gewoonlijk verrichten emeriti dan geen beheers- of bestuurstaken meer en vaak geven ze ook geen onderwijs meer. Emeriti blijven vaak actief bezig met wetenschappelijk onderzoek, bezoeken congressen en kunnen wettelijk volgens het ius promovendi optreden als promotor tot vijf jaar na het emeritaat (of een andere vorm van eervol ontslag), waarbij ze promovendi begeleiden bij het schrijven van hun proefschrift.

## Geestelijkheid
Bij priesters en bisschoppen betekent het emeritaat dat de geestelijke niet langer verplicht is de missie of parochie te bedienen. Emeriti geestelijken blijven echter veelal op kleinere schaal actief in de bedieningen van de sacramenten. Bisschoppen consacreren nog andere bisschoppen en priesters, en celebreren veelal nog de Heilige Mis.
Bij predikanten betekent emeritering dat iemand geen eigen gemeente meer heeft, maar het recht behoudt om in kerkdiensten voor te gaan en de sacramenten, doop en avondmaal te bedienen.
Emeritaat kan ook wegens ziekte worden verleend en in de praktijk vragen de meeste predikanten die iets anders gaan doen emeritaat aan, zij treden niet werkelijk af.
Op 26 februari 2013 werd duidelijk dat paus Benedictus XVI na zijn aftreden de titel van paus emeritus ging dragen. Het aftreden van een paus was sinds 1415 niet meer voorgekomen. In de toekomst zullen aftredende pausen de titel  'Emeritus bisschop van Rome'  gaan voeren.

## Muziek
Ook een organist in ruste kan zich emeritus of emerita noemen.